# غوک‌های سه‌گانه
غوک‌های سه‌گانه (لاتین: Triadobatrachus) نام سرده‌ای منقرض از دوزیستان پرشگر غورباقه‌مانند است. تنها یک گونه در این سرده کشف شده به نام غوک سه‌گانه ماسینوت (Triadobatrachus massinoti).